# Sur (Diyarbakır)

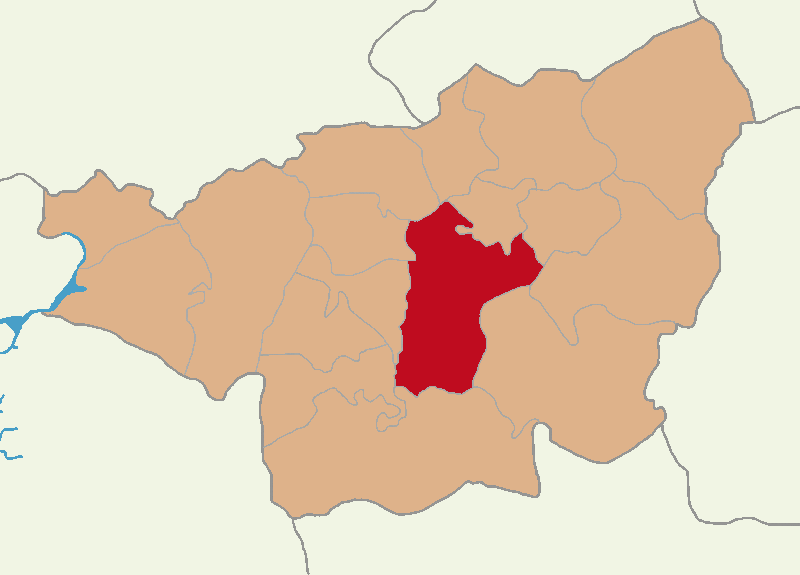
Lage von Sur innerhalb von Diyarbakır

Sur (kurdisch: Sûr) ist eine Stadt im gleichnamigen Landkreis der türkischen Provinz Diyarbakır und gleichzeitig ein Stadtbezirk der 1993 geschaffenen Büyükşehir belediyesi Diyarbakır (Großstadtgemeinde/Metropolprovinz) im Südosten der Türkei. Der Name Sur stammt vom türkischen Wort für Stadtmauer und bezieht sich auf die Befestigungsanlage der Altstadt.
Laut Stadtlogo erhielt Sur 1994 den Status einer Belediye (Gemeinde).

## Politik
Die Geschichte Surs ist daher mit der Geschichte Diyarbakırs identisch. Die Stadt Diyarbakır wurde im Dezember 1993 zur Großstadtkommune erklärt und erhielt ein Oberbürgermeisteramt. Damals wurden in den Stadtteilen Sur und Yenişehir Bürgermeisterämter eingerichtet. Im März 2008 wurde das Stadtgebiet von Diyarbakır auf vier neugegründete İlçe aufgeteilt: Bağlar, Kayapınar, Yenişehir und eben Sur. Die Stadt als Ganzes existierte nicht mehr und tauchte auch in den Statistiken nicht mehr auf.
Die Gesamtbevölkerung des İlçe betrug Ende des Jahres 2020 102.114 Einwohner, das entspricht Platz 6 auf der Bevölkerungsrangliste der 17 İlçe. Die vier zentralen Stadtbezirke verzeichneten insgesamt 1.117.349 Einwohner auf 2494 km². Die Bevölkerungsdichte von Sur liegt mit 83 Einwohnern je Quadratkilometer unter dem Provinzdurchschnitt (118 Einwohner je km²). 
Im September 2016 wurden die amtierenden Bürgermeister Seyid Narin und Fatma Şık Barut durch eine Gesetzesverordnung wegen angeblicher Unterstützung einer terroristischen Organisation durch einen Staatsbeamten ersetzt.
Die Kommunalwahlen Ende März gewann F. F. Buluttekin (HDP) mit 60,67 Prozent der gültigen Stimmen.

## Ausgangssperre in Sur ab 2016
Im Dezember 2016 wurde für Sur eine Ausgangssperre ausgerufen, die bis November 2017 aufrechterhalten wurde. Premierminister Ahmet Davutoglu erklärte dazu, dass man Sur „wie Toledo“ renovieren wolle.